# Torneo de las Cinco Naciones 1981
El Torneo de las Cinco Naciones de 1981 fue la 87° edición del principal Torneo del hemisferio norte de rugby.
El campeón del torneo fue el seleccionado de Francia.

## Clasificación
| Lugar | Selección  | Partidos | Partidos | Partidos  | Partidos | Puntos  | Puntos    | Puntos | Tabla de puntos |
| Lugar | Selección  | Jugados  | Ganados  | Empatados | Perdidos | A favor | En contra | dif.   | Tabla de puntos |
| ----- | ---------- | -------- | -------- | --------- | -------- | ------- | --------- | ------ | --------------- |
| 1     | Francia    | 4        | 4        | 0         | 0        | 70      | 49        | +21    | 8               |
| 2     | Inglaterra | 4        | 2        | 0         | 2        | 64      | 60        | +4     | 4               |
| 3     | Escocia    | 4        | 2        | 0         | 2        | 51      | 54        | -3     | 4               |
| 4     | Gales      | 4        | 2        | 0         | 2        | 51      | 61        | -10    | 4               |
| 5     | Irlanda    | 4        | 0        | 0         | 4        | 36      | 48        | -12    | 0               |

## Resultados
| 17 de enero | Francia | 16 - 9 | Escocia | Parc des Princes, París |  |

| 17 de enero | Gales | 21 - 19 | Inglaterra | Cardiff Arms Park, Cardiff |  |

| 7 de febrero | Escocia | 15 - 6 | Gales | Estadio Murrayfield, Edimburgo |  |

| 7 de febrero | Irlanda | 13 - 19 | Francia | Lansdowne Road, Dublín |  |

| 21 de febrero | Inglaterra | 23 - 17 | Escocia | Twickenham Stadium, Londres |  |

| 21 de febrero | Gales | 9 - 8 | Irlanda | Cardiff Arms Park, Cardiff |  |

| 7 de marzo | Irlanda | 6 - 10 | Inglaterra | Lansdowne Road, Dublín |  |

| 7 de marzo | Francia | 19 - 15 | Gales | Parc des Princes, París |  |

| 21 de marzo | Inglaterra | 12 - 16 | Francia | Twickenham Stadium, Londres |  |

| 21 de marzo | Escocia | 10 - 9 | Irlanda | Estadio Murrayfield, Edimburgo |  |

## Premios especiales
- Grand Slam:  Francia
- Copa Calcuta:  Inglaterra